# Mostadi ben Ismaïl
Moulay Mostadi ben Ismaïl (en arabe : المستضيئ, « l'illuminé » ) né vers 1690 et mort en 1759, est un sultan du Maroc de la dynastie alaouite, fils du sultan Moulay Ismaïl et ayant régné de juin 1738 à février 1740, de février 1742 à mai 1743 et de juillet 1747 à octobre 1748.